# 단지렴
단지렴(段智廉, ? ~ 1204년)은 1200년부터 사망한 1204년까지 대리국의 제19대 황제이다. 전대 황제 단지흥의 아들이다. 사후 시호는 형천황제(亨天皇帝) 또는 경황제(敬皇帝), 묘호는 영종(英宗)이다. 